# Trupanea tersa
Trupanea tersa är en tvåvingeart som beskrevs av Munro 1964. Trupanea tersa ingår i släktet Trupanea och familjen borrflugor.
Artens utbredningsområde är Zimbabwe. Inga underarter finns listade i Catalogue of Life.